# Paulina Wal
Paulina Wal z domu Rześniowiecka (ur. 18 czerwca 1991) – polska lekkoatletka specjalizująca się w skoku wzwyż. Medalistka mistrzostw Polski.
Rekord życiowy:
- skok wzwyż – 1,82 (20 lipca 2015, Kraków).